# 오이겐 쉬프탄
오이겐 쉬프탄(독일어: Eugen Schüfftan, 1893년 7월 21일 ~ 1977년 9월 6일)은 독일의 영화 촬영 감독이다.
쉬프탄은 렌즈에 거울을 이어붙여 미니어처 세트에 배우를 삽입하는 특수 촬영 기술인 쉬프탄 프로세스를 고안했다. 이 기술은 20세기 영화 전반에 걸쳐 사용되었으며, 특히 프리츠 랑이  1927년 영화 《메트로폴리스》에서 사용한 것으로 널리 알려져 있다. 이 기술은 현재 트래블링 매트 촬영법과 크로마키로 대체되었다.
쉬프탄은 영화 《허슬러》로 1962년 아카데미 최우수 흑백영화 촬영상을 수상했다.